# Bistum Bikoro
Das Bistum Bikoro (lat.: Dioecesis Bikoroensis) war eine in der heutigen Demokratischen Republik Kongo gelegene römisch-katholische Diözese mit Sitz in Bikoro. 

## Geschichte
Das Bistum Bikoro wurde am 3. Januar 1931 durch Papst Pius XI. mit der Apostolischen Konstitution Cum opera aus Gebietsabtretungen des Apostolischen Vikariates Léopoldville und der Apostolischen Präfektur Coquilhatville als Mission sui juris Bikoro errichtet. Am 25. Juni 1940 wurde die Mission sui juris Bikoro durch Papst Pius XII. mit der Apostolischen Konstitution Si Evangelii zur Apostolischen Präfektur erhoben.
Die Apostolische Präfektur Bikoro wurde am 28. Juni 1957 durch Pius XII. mit der Apostolischen Konstitution Cum noverimus zum Apostolischen Vikariat erhoben. Am 10. November 1959 wurde das Apostolische Vikariat Bikoro durch Papst Johannes XXIII. mit der Apostolischen Konstitution Cum parvulum zum Bistum erhoben und dem Erzbistum Mbandaka als Suffraganbistum unterstellt.
Das Bistum Bikoro wurde am 12. April 1975 durch die Kongregation für die Evangelisierung der Völker mit dem Dekret Cum ad bonum dem Erzbistum Mbandaka angegliedert.

## Ordinarien

### Superiore von Bikoro
- Leone Sieben CM, 1931–1932
- Felice de Kempeneer CM, 1933–1938
- André Windels CM, 1939–1940

### Apostolische Präfekten von Bikoro
- André Windels CM, 1940–1946
- Camille Jean-Baptiste Vandekerckhove CM, 1946–1957

### Apostolische Vikare von Bikoro
- Camille Jean-Baptiste Vandekerckhove CM, 1957–1959

### Bischöfe von Bikoro
- Camille Jean-Baptiste Vandekerckhove CM, 1959–1975